# Sonata representativa
La Sonata Representativa ou Sonata violino solo representativa est une œuvre d'Heinrich Ignaz Franz Biber, composée à Olomouc en 1669. Elle porte le numéro C. 146 dans le catalogue de ses œuvres.

## Détails
Selon l’acception spécifiquement baroque du terme, l'œuvre est qualifiée d'« extravagante ». Biber introduit en effet une série d’imitations de chants d’oiseaux et de cris d’animaux, tel que le rossignol (mesure 38), le coucou (m. 64), la grenouille (m. 95), le coq et la poule (m. 113), la caille (m. 135) et le chat (m. 145). Suivent, une Musqueter Mars [Marche des mousquetaires] (m. 151) et une Allemande conclusive (m. 164).
Biber se montre ici précurseur des musiques d'imitation d'oiseaux, avec des effets de virtuosité repris dans la musique française de clavecin, de Couperin à Rameau et Daquin, et dans certaines œuvres de Vivaldi. Cette tendance sera encore suivie par Liszt, Ravel, Séverac, Enesco, Bartók et bien d'autres au XXe siècle.
Les différentes parties en allemand sont : Allegro, Nachtigal, Cu-cu, Fresch, Die Henne, Der Hahn, D. Vachtel, Die Katz, Mußquetir Mars, Allemande.

## Discographie
- Reinhard Goebel, violon ; Musica Antiqua Köln (1988, Archiv 423 701-2 / "Blue" 028947750017)
- Marianne Rônez, violon ; Affetti Musicali : Arno Jochem, viole de gambe ; Paolo Cherici, luth ; Ernst Kubitscheck, clavecin et orgue (1993-1994, 2CD Cavalli Records CCD 210) (OCLC 725731952)
- Maria Lindal, violon ; Ensemble Saga (BIS BIS-CD608)
- Andrew Manze, violon ; Ens. Romanesca : Nigel North, luth et théorbe ; John Toll, clavecin et orgue (15-18 septembre 1993/8-11 janvier 1994, 2CD Harmonia Mundi HMU 907134.35 / HMX2907344.45)[1] (OCLC 31812721 et 659227364), (Fiche sur medieval.org)
- Gunar Letzbor, violon ; Ars Antiqua Austria (juin 1994, Pan classics) (BNF 42587575)
- Il Giardino armonico, dir. Giovanni Antonini (1998, Teldec 3984-21464-2) (OCLC 41069537)
- Ensemble « Pian & Forte », dir. Antonin Frigé (Dynamic CDS 234)
- Tales of Sound and Fury - Camerata Nordica, Terje Tønnesen violon et direction (janvier 2012, SACD, BIS Records 2256)
- Imitatio - Ricercar Consort et Sophie Gent, Maude Gratton, Philippe Pierlot (décembre 2014, SACD Mirare MIR 302) (OCLC 950032610)